# Sandalus punctulatus
Sandalus punctulatus is een keversoort uit de familie Rhipiceridae. De wetenschappelijke naam van de soort is voor het eerst geldig gepubliceerd in 1851 door Carl Henrik Boheman.